# Krisztina Nagy (Tischtennisspielerin)
Krisztina Nagy (* 1969 in Budapest) ist eine ehemalige ungarische Tischtennisspielerin und zweifache Schüler-Europameisterin mit der Mannschaft. Zudem gewann die Ungarin mit dem Team eine Bronzemedaille bei der Weltmeisterschaft 1987.
Insgesamt 11-mal gewann sie mit dem Verein Statisztika die ungarischen Mannschaftsmeisterschaft (1983–1992, 1998).

## Turnierergebnisse
| Verband | Veranstaltung               | Jahr | Ort              | Land | Einzel        | Doppel        | Mixed      | Team |
| ------- | --------------------------- | ---- | ---------------- | ---- | ------------- | ------------- | ---------- | ---- |
| HUN     | Europameisterschaft         | 1990 | Göteborg         | SWE  | letzte 64     | letzte 16     | letzte 64  |      |
| HUN     | Europameisterschaft         | 1986 | Prag             | CZE  | letzte 32     | Viertelfinale | letzte 64  |      |
| HUN     | Pro Tour                    | 1995 | Kairo            | EGY  | letzte 16     |               |            |      |
| HUN     | Jugend TOP 10               | 1987 | Topołcany        | POL  | Viertelfinale |               |            |      |
| HUN     | Jugend TOP 10               | 1986 | Mödling          | AUT  | Viertelfinale |               |            |      |
| HUN     | Jugend TOP 10               | 1985 | San Marino       | SMR  | Viertelfinale |               |            |      |
| HUN     | Jugend-Europameisterschaft  | 1986 | Louvain-la-Neuve | FRA  | Viertelfinale | Gold          |            |      |
| HUN     | Jugend-Europameisterschaft  | 1984 | Linz             | AUT  |               |               | Halbfinale |      |
| HUN     | Schüler-Europameisterschaft | 1984 | Linz             | AUT  | Viertelfinale | Halbfinale    |            | 1    |
| HUN     | Schüler-Europameisterschaft | 1983 | Malmö            | SWE  | Halbfinale    | Halbfinale    |            | 1    |
| HUN     | Weltmeisterschaft           | 1989 | Dortmund         | GER  |               | letzte 32     | letzte 64  |      |
| HUN     | Weltmeisterschaft           | 1987 | Neu-Delhi        | IND  |               |               |            | 3    |
| HUN     | Weltmeisterschaft           | 1985 | Göteborg         | SWE  |               | Viertelfinale |            |      |